# Compact Disco
Compact Disco es una banda húngara de rock electrónico y un trío de producción musical radicado en Budapest, fundado en 2008 por tres músicos de distintos orígenes musicales.

## Eurovisión 2012
En 2012 participaron en el certamen para elegir el representante de Hungría en Eurovisión (A Dal) con la canción "Sound of our hearts". Ganaron la final nacional celebrada el 11 de febrero, por lo que representaron a su país en el Festival de la Canción de Eurovisión 2012 en Bakú, Azerbaiyán. Tras conseguir superar la semifinal celebrada el 22 de mayo de 2012, en la final del 26 de mayo acabaron en antepenúltimo lugar de entre 26 participantes, con tan sólo 19 puntos.

## Miembros
- Behnam Lotfi - bucles, ritmos, pistas adicionales, efectos (2008–presente)
- Gábor Pál - teclista (2008–presente)
- Csaba Walkó - voz (2008–presente)

### Antiguos miembros
- Attila Sándor - bajo (2010–2012)[2]